# Verchnemamonskij rajon
Il Verchnemamonskij rajon (in russo Верхнемамонский район?) è un rajon dell'Oblast' di Voronež, in Russia; il capoluogo è Verchnij Mamon. Istituito nel 1928, ricopre una superficie di 1.350 km².